# Kloster St. Andreas (Sarnen)

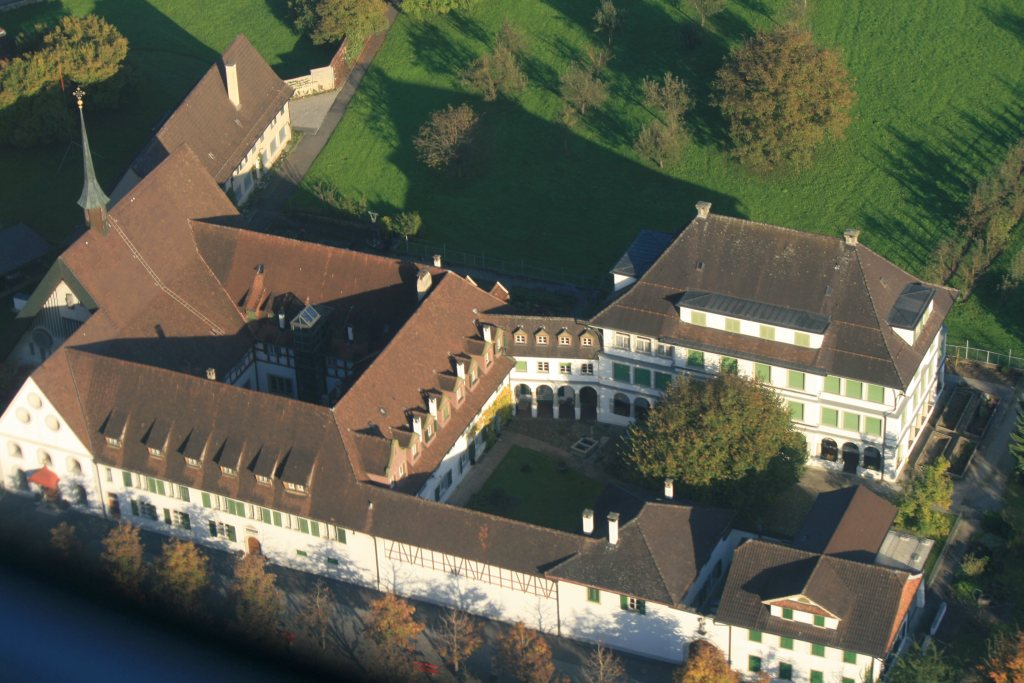
Luftaufnahme des Klosters, Oktober 2012

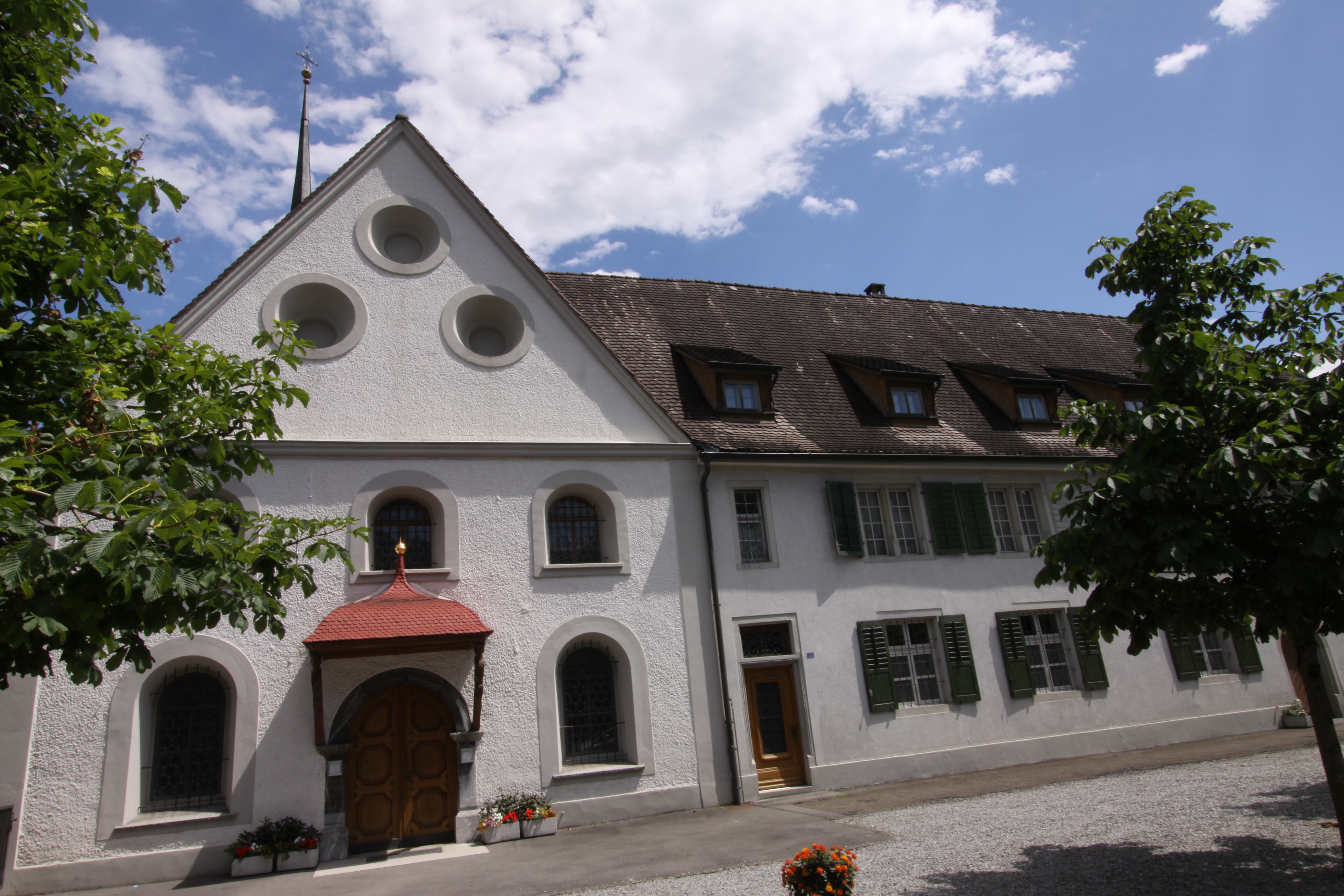
Klosterpforte zur Brünigstrasse

Das Kloster St. Andreas ist ein Benediktinerinnenkloster in Sarnen im Kanton Obwalden in der Schweiz.
Das Kloster wurde um das Jahr 1120 in Engelberg gegründet. Zusammen mit dem Kloster Engelberg bildete es ein Doppelkloster. Die geschichtlichen Quellen belegen nicht genau, ob die Gemeinschaft gleichzeitig mit dem Mönchskonvent gegründet worden ist. Sicher ist dagegen, dass das Doppelkloster in Engelberg bis ins Jahr 1615 existierte. Am 18. Februar 1615 wurde der Frauenkonvent nach Sarnen verlegt. Die Frauenabtei ist Mitglied der Schweizerischen Benediktinerinnenföderation. Seit 2019 leben in dem Benediktinischen Zentrum «Ora et Labora» die drei Schwesterngemeinschaften von Sarnen, Wikon und Melchtal zusammen.

## Kunstschätze
Das Kloster verfügt über eine umfassende Sammlung an Kulturgütern und Kunstschätzen mit rund 400 Handschriften, Bücher seit dem Mittelalter, Votivgaben für das Sarner Jesuskind, Gemälde und Skulpturen vom Barock bis ins 19. Jahrhundert, liturgische Geräte vom Spätmittelalter bis ins 18. Jahrhundert sowie mit rund 800 Textilien eine der wichtigsten Textiliensammlungen der Schweiz. Die Musikaliensammlung des Klosters mit der Notenbibliothek umfasst rund 2300 Manuskripte. Die Sammlungen gehören zu den Kulturgütern von nationaler Bedeutung im Kanton Obwalden.
Die Hochwasserkatastrophe von 2005 richtete an den Sammlungen beträchtlichen Schaden an. Dank umfangreichen spendenfinanzierten Restaurierungsarbeiten konnte in der Folge ein Grossteil der Kulturgüter gerettet werden.
Die um 1360 entstandene Holzfigur Sarner Jesuskind wird von Gläubigen verehrt und macht das Kloster zu einem vielbesuchten Wallfahrtsort.

## Benediktinisches Zentrum «Ora et Labora»
Von Herbst 2017 bis Februar 2019 wurden mit Investitionen von 15 Millionen Franken im Kloster Um- und Neubauten sowie Renovierungen ausgeführt. Damit wurden die Voraussetzungen für ein benediktisches Zentrum geschaffen.
Im März 2019 konnten die zuletzt acht Schwestern des Klosters Marienburg in Wikon und die elf Benediktinerinnen des Klosters Melchtal zu den sechs Ordensfrauen in Sarnen einziehen. Seitdem leben die Ordensfrauen der drei Schwesterngemeinschaften von Sarnen, Wikon und Melchtal in dem benediktinischen Zentrum «Ora et Labora» zusammen. Träger des benediktinischen Zentrums ist die Stiftung Ora et Labora. Die Klöster in Wikon und im Melchtal wurden Ende 2019 verkauft.

## Trivia
Schwester Rut-Maria Buschor aus dem Benediktinerinnenkloster St. Andreas in Sarnen berichtete von 2007 bis 2011 wöchentlich in einer NZZ-Kolumne über das Leben im Kloster, über kirchliche Bräuche und über Gott und die Welt. 2009 schrieb sie das Buch Auch Nonnen haben Parkplatzprobleme.